# Abdulaziz Mohamed
Abdulaziz Mohamed Ali Khador (12 de dezembro de 1965) é um ex-futebolista emiratense, que atuava como atacante.

## Carreira
Abdulaziz Mohamed integrou a histórica Seleção Emiratense de Futebol da Copa do Mundo de 1990.

## Treinador
Em 2016, assumiu o Al-Sharja.

## Títulos
Emirados Árabes Unidos
- Copa da Ásia de 1996: 2º Lugar